# Флорин (Калифорнија)
Флорин (енгл. Florin) насељено је место без административног статуса у америчкој савезној држави Калифорнија.

## Демографија
По попису из 2010. године број становника је 47.513, што је 19.86 (71,8%) становника више него 2000. године.
| Група             | 2000.         | 2010.          |
| Белци             | 9.675 (35,0%) | 10.650 (22,4%) |
| Афроамериканци    | 5.185 (18,8%) | 7.521 (15,8%)  |
| Азијати           | 5.407 (19,6%) | 13.605 (28,6%) |
| Хиспаноамериканци | 5.760 (20,8%) | 13.048 (27,5%) |
| Укупно            | 27.653        | 47.513         |